# Agustín Ale
Agustín Ale, vollständiger Name Agustín Ale Perego, (* 19. Februar 1995 in Las Piedras) ist ein uruguayischer Fußballspieler.

## Karriere

### Verein
Der je nach Quellenlage 1,92 Meter oder 1,95 Meter große Defensivakteur Ale debütierte in der Apertura 2014 bei River Plate Montevideo in der Primera División. Sein dortiger erster Einsatz datiert vom 23. November 2014, als er von Trainer Guillermo Almada beim 2:0-Auswärtssieg gegen Racing in die Startelf beordert wurde. In der Spielzeit 2014/15 lief er in insgesamt elf Erstligaspielen (kein Tor) auf. Für die Spielzeit 2015/16 werden 13 Ligaeinsätze (kein Tor) und fünf (kein Tor) in der Copa Libertadores 2016 ausgewiesen. Nach einem Tor bei 13 weiteren Erstligapartien in der Saison 2016 stehen für ihn in der laufenden Spielzeit 2017 bislang (Stand: 10. August 2017) 15 absolvierte Ligaspiele (kein Tor) zu Buche.

### Nationalmannschaft
Ale debütierte am 17. April 2014 unter Trainer Fabián Coito beim 1:1-Unentschieden im Freundschaftsspiel gegen Chile in der uruguayischen U-20-Auswahl. Er nahm mit der Auswahl an der U-20-Südamerikameisterschaft 2015 in Uruguay teil. Zudem gehört er dem uruguayischen Aufgebot bei der U-20-Weltmeisterschaft 2015 in Neuseeland an. Bisher (Stand: 28. Mai 2015) wurde er insgesamt 18-mal in der U-20 eingesetzt. Ein Länderspieltor erzielte er nicht.